# Psihometrija
Psihometrija je veda znotraj psihologije, ki se ukvarja s konstrukcijo in evalvacijo psiholoških testov. Prvi testi so bili namenjeni testiranju inteligence. Danes s psihometričnimi testi lahko ugotavljamo inteligenco (npr. Stanford-Binet IQ test), pa tudi druge duševne značilnosti in zmogljivosti, npr. sposobnost branja, pisanja in računanja. Psihometrija se uporablja tudi pri testiranju osebnosti.  